# Шина данных

Системная шина в архитектуре фон Неймана.
- ЦП — центральный процессор.
- Память — оперативное запоминающее устройство (ОЗУ).
- Система ввода/вывода — другие устройства ввода-вывода.
- Шина управления.
- Шина адреса.
- Шина данных.
- Системная шина.

Шина данных — часть системной шины, предназначенная для передачи данных между компонентами компьютера.
В компьютерной технике принято различать выводы устройств по назначению: одни - для передачи информации (например, в виде сигналов низкого или высокого уровня), другие - для сообщения всем устройствам (шина адреса), кому эти данные предназначены.
На материнской плате шина может также состоять из множества параллельно идущих через всех потребителей данных проводников (например, в архитектуре IBM PC).
Основной характеристикой шины данных является её ширина в битах. Ширина шины данных определяет количество информации, которое можно передать за один такт.